# Vârfu Câmpului
Vârfu Câmpului is een Roemeense gemeente in het district Botoșani.
Vârfu Câmpului telt 3926 inwoners.